# Atrichopogon carpinteroi
Atrichopogon carpinteroi är en tvåvingeart som beskrevs av Pasquale Marino och Gustavo R. Spinelli 2004. Atrichopogon carpinteroi ingår i släktet Atrichopogon och familjen svidknott. Inga underarter finns listade i Catalogue of Life.